# Jip Wijngaarden

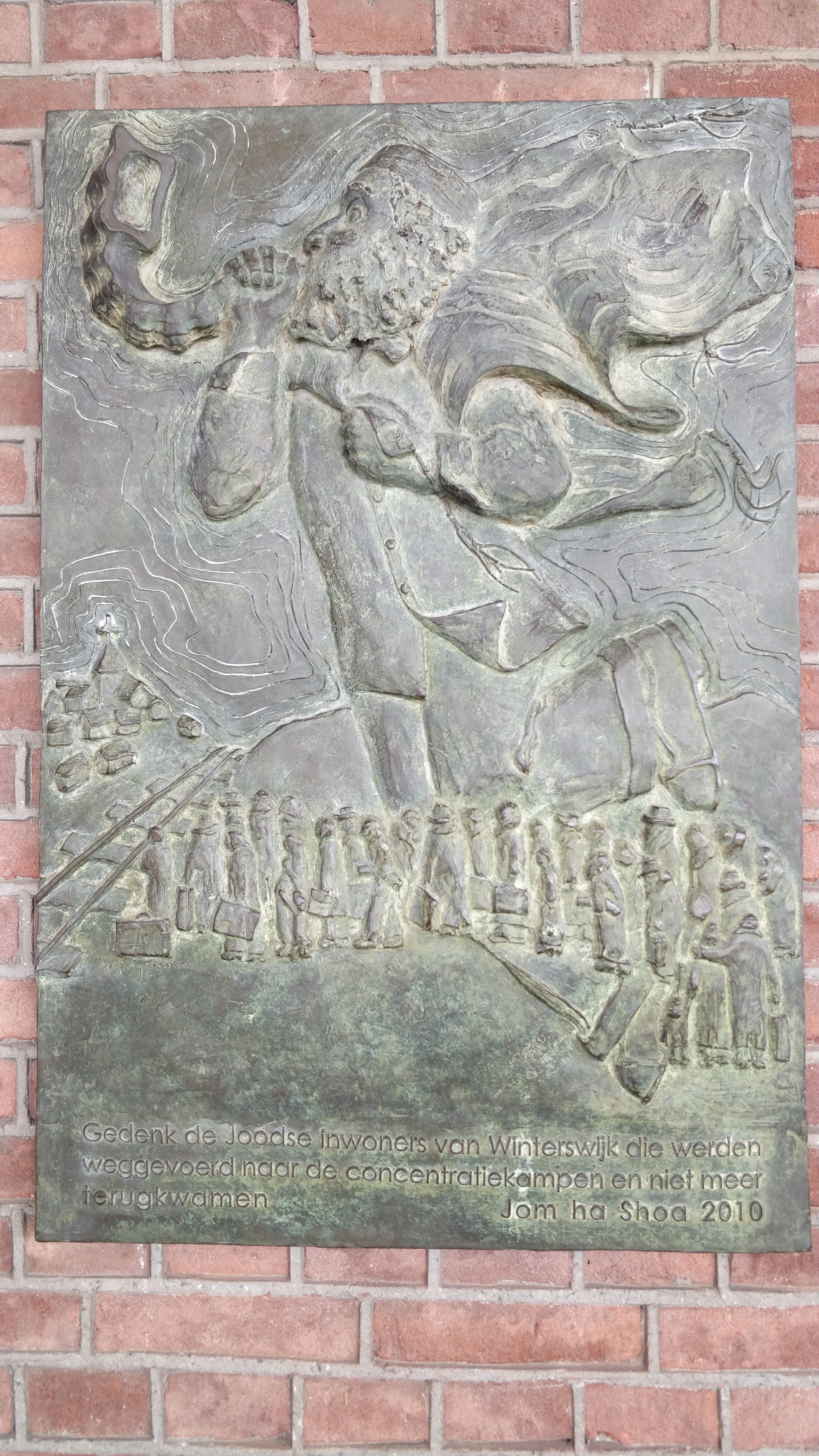
De Sjofar, bronsreliëf van Wijngaarden uit 2010

Janneke (Jip, Yanneke) Wijngaarden (Amsterdam, 5 juli 1964) is een Nederlands actrice en kunstschilderes.

## Biografie
Wijngaarden groeide op in Ermelo. Haar vader, de chirurg Jan Wijngaarden (overleden in 1999) adviseerde haar in 1984 auditie te doen voor de toneelbewerking van Het dagboek van Anne Frank, geregisseerd door Jeroen Krabbé. Ze kreeg de rol en Anne Frank was haar grote doorbraak. In 1989 speelde zij de rol van Sien Hoornik in Vincent & Theo van Robert Altman. Tijdens de opnamen leerde zij geluidsman Philippe Combes kennen, met wie zij een jaar later trouwde. In 1991 speelde zij Rosalie (jr.) in de televisie bewerking van Bij nader inzien en in 1994 de rol van Clara in de Franse televisiefilm La Colline aux mille enfants dat gaat over de opvang van Joodse kinderen in de Cévennen van Frankrijk, vooral in het dorpje Le Chambon-sur-Lignon.
Anne Frank heeft haar altijd erg beziggehouden. Dat is te zien aan haar schilderijen, waarin, zegt ze zelf, altijd wel een spoor van Anne Frank te vinden is. Met haar schilderijen rond het thema Israël en de Bijbel exposeerde zij onder andere in de voormalige synagoge van Kampen, het Etty Hillesum centrum in Deventer en de synagoges van Enschede, Elburg en Groningen.
Tegenwoordig woont ze in de Franse Alpen. Sinds 2003 gebruikt Jip haar doopnaam, geschreven op Franse wijze: Yanneke.